# Mojeño-ignaciano
El mojeño-ignaciano és una llengua que pertany al tronc comú 'mojo' de l'extensa família lingüística arawak. Es parla a la província de Moxos, departament de Beni, a Bolívia.
Des de la promulgació del decret suprem Núm. 25894 l'11 de setembre de 2000 el mojeño-ignaciano és una de les llengües indígenes oficials de Bolívia. Va ser inclòs en la Constitució Política promulgada el 7 de febrer de 2009.
L'ignaciano compta amb 1.080 parlants aproximadament i, per tant, és una llengua que es troba en perill de desaparició. Aquesta llengua es parla extensament a San Ignacio i en vint altres comunitats rurals, així com en molts nuclis ramaders. Jordá (2012) ressalta la situació sociològica de San Ignacio, que constitueix avui dia la més representativa de les antigues Missions de Moxos, ja que conserva, com cap altre, el seu semblant de poble indígena mojeño, el seu orgull de ser-ho, la seva organització i espiritualitat i la seva bellesa festiva, entre altres característiques.
El mojeño-ignaciano és una llengua que pertany al tronc comú mojo, com el loretano, trinitario i javeriano, de l'extensa família lingüística arawak.